# Controguerra (Wein)

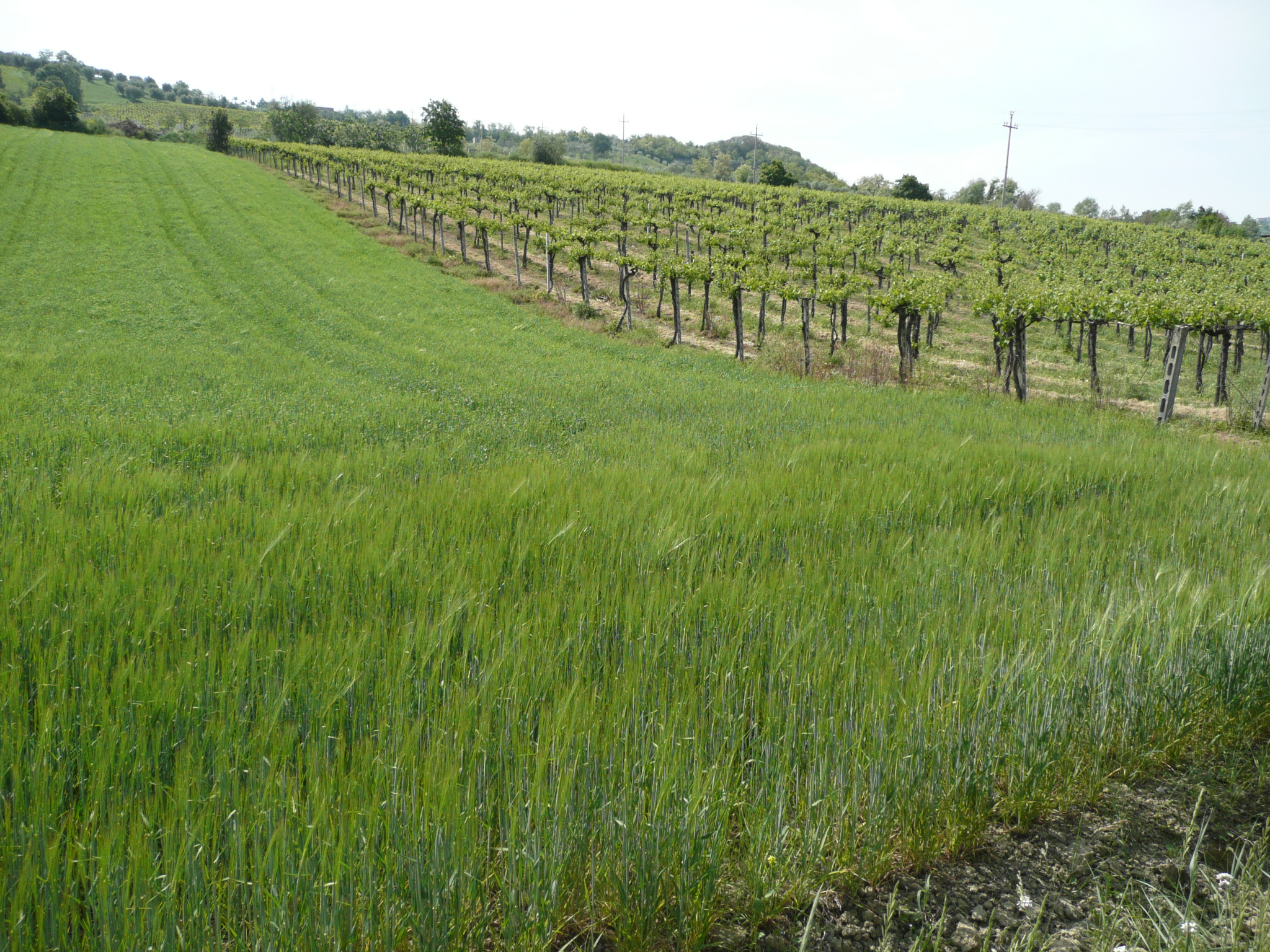
Weinberg in der italienischen Weinregion Abruzzo im Gebiet Controguerra DOC

Unter der Bezeichnung Controguerra DOC werden italienische Weiß-, Rosé- und Rotweine sowie Schaumweine aus der Region Abruzzen vermarktet. Sie besitzen seit 1996 eine „kontrollierte Herkunftsbezeichnung“ (Denominazione di origine controllata – DOC), die zuletzt am 7. März 2014 aktualisiert wurde.

## Anbau
Der Anbau und die Vinifikation der Weine sind nur in folgenden Gemeinden der Provinz Teramo gestattet: Controguerra, Torano Nuovo, Ancarano, Corropoli und Colonnella.

## Erzeugung
Controguerra DOC wird in folgenden Weintypen angeboten:
- Controguerra Rosso (auch als „Riserva“ oder Novello) und Controguerra Rosato. Die Weine müssen zu mindestens 70 % aus der Rebsorte Montepulciano bestehen. Höchstens 30 % andere rote Rebsorten, die für den Anbau in der Region Abruzzen zugelassen sind, dürfen zugesetzt werden.
- Controguerra Bianco. Muss zu mindestens 60 % aus den Rebsorten Trebbiano Toscano und/oder Trebbiano abruzzese, Malvasia, Passerina – einzeln oder gemeinsam – bestehen. Höchstens 40 % andere weiße Rebsorten, die für den Anbau in der Region Abruzzen zugelassen sind, dürfen zugesetzt werden.
- Controguerra Passito Rosso – muss zu mindestens 70 % aus teilrosinierten Trauben der Rebsorte Montepulciano hergestellt werden. Höchstens 40 % andere analoge Rebsorten, die für den Anbau in der Region Abruzzen zugelassen sind, dürfen zugesetzt werden.
- Controguerra Spumante Metodo Classico – muss zu mindestens 60 % aus den Rebsorten Trebbiano Toscano und/oder Trebbiano abruzzese und zu mindestens 30 % aus den Rebsorten Chardonnay, Verdicchio, Pecorino hergestellt werden. Höchstens 10 % andere weiße Rebsorten, die für den Anbau in der Region Abruzzen zugelassen sind, dürfen zugesetzt werden.

Bei den folgenden Weinen müssen mindestens 85 % der genannten Rebsorte enthalten sein. Höchstens 15 % andere analoge Rebsorten, die für den Anbau in der Region Abruzzen zugelassen sind, dürfen zugesetzt werden.
- Controguerra Merlot
- Controguerra Passerina
- Controguerra Chardonnay
- Controguerra Pecorino
- Controguerra Cabernet (Rebsorten Cabernet Franc und/oder Cabernet Sauvignon)